# IRAS 12556-7731
IRAS 12556-7731 es una estrella de magnitud aparente +7,88 en banda J encuadrada en la constelación de Chamaeleon.

## Distancia
La fuente IRAS 12556-7731 fue identificada por primera vez en 1992 dentro de un estudio IRAS de estrellas presecuencia principal en la nube molecular Chamaeleon II (Cha II).
Sin embargo, su velocidad radial media (unos 68 km/s) y su movimiento propio descartan su pertenencia a dicha formación.
Aunque visualmente pudiera parecer que está inmersa en la nube, en realidad parece estar mucho más alejada de nosotros.
Aunque no se conoce la distancia a la que se encuentra, se asume que IRAS 12556-7731 puede estar a 178 pársecs o 580 años luz del sistema solar.

## Características
Si bien en un principio se creyó que IRAS 12556-7731 era una estrella presecuencia principal, posteriores análisis en el infrarrojo cercano sugerían que podía ser una gigante.
Sin embargo, las fuertes líneas de absorción de litio en su espectro llevaron a pensar que era un objeto joven, ya que este elemento es destruido en estrellas jóvenes de baja masa cuando la temperatura alcanza cierto límite.
Finalmente, el hecho de que en el diagrama de Hertzsprung-Russell su luminosidad sea dos órdenes de magnitud mayor que la de otras jóvenes estrellas de la nube Cha II, ha permitido concluir que IRAS 12556-7731 es definitivamente una estrella gigante, aunque rica en litio.
Con una temperatura superficial de 3460 ± 60 K, la luminosidad de IRAS 12556-7731 es casi 1000 veces superior a la luminosidad solar.
Muestra una metalicidad ligermante inferior a la solar ([Fe/H] = -0,08).
Su latitud galáctica, su distancia y su cinemática implican que probablemente sea una vieja estrella del disco fino, lo que es consistente con su metalicidad.
Posee un radio 79 veces más grande que el radio solar y, para ser una gigante, rota a gran velocidad, ya que su velocidad de rotación proyectada es de 8 km/s.
Su masa es casi igual a la del Sol.
Para investigar su estado evolutivo, se han utilizado isocronas para estrellas con una metalicidad comparable a la solar.
Éstas son consistentes con una edad aproximada para IRAS 12556-7731 de 10.000 millones de años.

## Contenido de litio
IRAS 12556-7731 tiene una abundancia relativa de litio A(Li) = 2,4.
La mayor parte de las gigantes ricas en litio —como HD 39853— son gigantes naranjas de tipo K.
IRAS 12556-7731 es la más fría entre todas ellas, siendo de las menos masivas y de las más luminosas del grupo.
Los posibles escenarios que explican el alto contenido de litio son tres: puede haber mantenido de alguna manera su contenido inicial de litio, puede haber regenerado este metal en etapas posteriores, o el litio puede provenir de una enana marrón o planeta «ingerido» por la estrella.
Los dos primeros escenarios son improbables, mientras que la relación isotópica 6Li/7Li próxima a 0,11, favorece el último escenario.
Asimismo, se ha afirmado que la acreción de un planeta puede explicar tanto el alto contenido en litio como la elevada velocidad de rotación de una estrella gigante.